# بيتر رايلي
بيتر رايلي (بالإنجليزية: Peter Riley)‏ هو محرر ومترجم وبائع كتب وشاعر بريطاني، ولد في 29 يوليو 1940 في ستوكبورت في المملكة المتحدة.